# ゲルテンドルフ
ゲルテンドルフ (ドイツ語: Geltendorf) はドイツ連邦共和国バイエルン州オーバーバイエルン行政管区のランツベルク・アム・レヒ郡に属す町村（以下、本項では便宜上「町」と記述する）である。

## 地理
ゲルテンドルフはミュンヘン計画地域に位置する。

### 自治体の構成
この町は、公式には9つの地区 (Ort) からなる。このうち小集落や孤立農場などを除く集落を以下に列記する。
- デュルナスト
- ゲルテンドルフ
- ハウゼン・バイ・ゲルテンドルフ
- カルテンベルク
- ペッツェンホーフェン
- ヴァーベルン
- ヴァレスハウゼン

## 歴史
ゲルテンドルフは969年に初めて記録されている。この町はバイエルン選帝侯領のミュンヘン会計局およびランツベルク地方裁判所に属した。

### 人口推移
- 1970年 3,249人
- 1987年 3,850人
- 2000年 5,225人

1970年代以降の大幅な人口増加は主に駅に近いゲルテンドルフ南部の人口増加によるもので、1972年にミュンヘンのS-バーン網に接続したことにより多くの通勤者が定住した。

## 行政
ロベルト・セトルマイヤー (ÖDP) は、2020年5月1日に 57.5 % の票を獲得して町長に選出された。
町議会は20議席からなる。

### 姉妹都市
- シャイト（ラインラント＝プファルツ州ゲルマースハイム郡ヴェルト・アム・ラインの市区）
- Saint-Victoire-sur-Loire（フランス）

## 経済と社会資本

### 交通
鉄道: 1898年にアンマー鉄道が開業して以降ゲルテンドルフ駅はアルゴイ鉄道との交差駅となっている。1972年にミュンヘンへのS-バーンがゲルテンドルフを接続し、2005年12月からはS8路線がミュンヘン国際空港まで直通で結ぶようになった。
道路: 最寄りのアウトバーンのインターチェンジはヴィンダッハにある（A96号線）。この他、自動車で 10 - 20分のクロスターレヒフェルトで連邦道B17号線に、15 - 25分のフュルステンフェルトブルックでB471号線に接続する。

### 教育

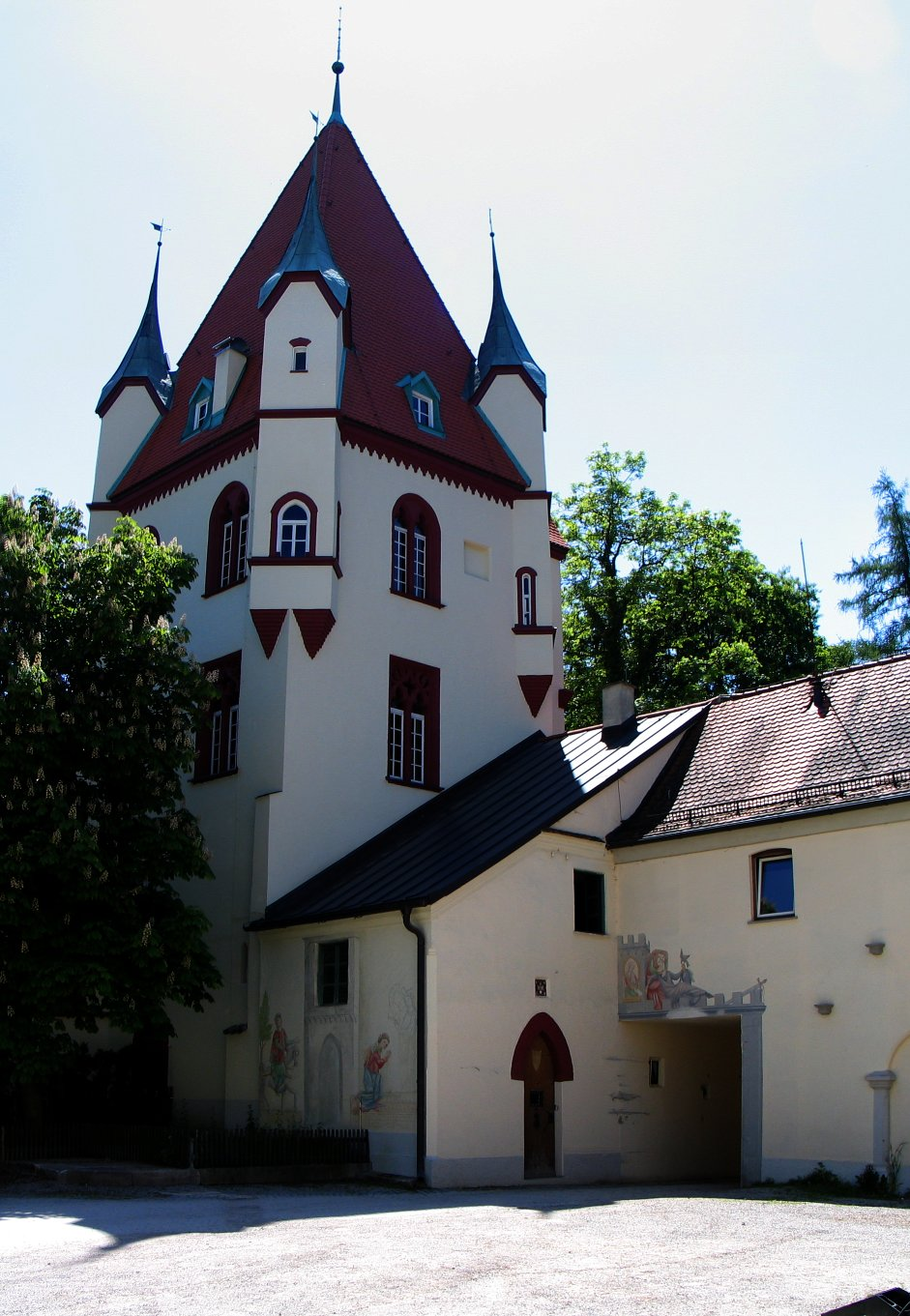
カルテンベルク城

- 国民学校 1校

## 文化と見所
- カルテンベルク城
- カルテンベルクの騎乗槍試合

## 引用
1. ↑  https://www.statistikdaten.bayern.de/genesis/online?operation=result&code=12411-003r&leerzeilen=false&language=de Genesis-Online-Datenbank des Bayerischen Landesamtes für Statistik Tabelle 12411-003r Fortschreibung des Bevölkerungsstandes: Gemeinden, Stichtag (Einwohnerzahlen auf Grundlage des Zensus 2011)
2. ↑  Bayerische Landesbibliothek Online
3. ↑  “Geltendorf: Die Ergebnisse der Bürgermeister-Stichwahl und Kommunalwahl 2020”, Augsburger Allgemeine 2021年3月7日閲覧。